# Campiglossa hofferi
Campiglossa hofferi
 es una especie de insecto díptero que Dirlbek y Dirlbekova describieron científicamente por primera vez en el año 1976.
Esta especie pertenece al género Campiglossa de la familia Tephritidae.